# Ozone Baby
Ozone Baby är en låt av Led Zeppelin på albumet Coda från 1982. Låten är skriven av Robert Plant och Jimmy Page. Låten skrevs 1978 till skivan In Through the Out Door, men valdes bort. När en skiva med outgivet material skulle ges ut två år efter John Bonhams död användes låten. Led Zeppelin spelade aldrig Ozone Baby live.